# Benedict Waldeck

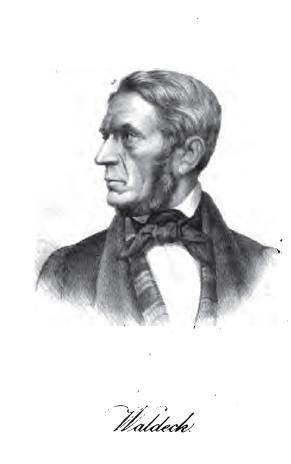
Benedict Waldeck.

Benedict Franz Leo Waldeck, född 31 juli 1802 i Münster, död 12 maj 1870 i Berlin, var en preussisk politiker.
Waldeck promoverades 1822 till juris doktor i Göttingen och ägnade sig sedermera åt juridisk ämbetsverksamhet. År 1846 utnämndes han till obertribunalsrat i Berlin. Sedan han erhållit plats i den nationalförsamling, som efter marsoroligheterna i Berlin 1848 kallades att ge Preussen en författning, räknades han snart som ledare för vänstern inom denna, blev församlingens vicepresident och ordförande i det utskott, som tillsattes för att utarbeta författningen. Han var sedermera en bland dem, som protesterade mot församlingens flyttning till Brandenburg an der Havel, och infann sig inte till förhandlingarna där. 
I maj 1849 häktades Waldeck anklagad för högförräderi, men frigavs efter en långvarig utredning, sedan anklagelsen visat sig alldeles ogrundad. År 1860 blev han ledamot av Preussens deputeradekammare och verkade där, liksom senare i Nordtyska förbundets riksdag i liberal riktning. År 1869 nedlade han sina mandat till båda dessa församlingar. Han utgav flera juridiska arbeten.